# Modlin (gmina)
Modlin – dawna gmina wiejska istniejąca w latach 1952–1954 w woj. warszawskim (dzisiejsze woj. mazowieckie). Siedzibą gminy był Modlin (obecnie część Nowego Dworu Mazowieckiego).
Gmina została utworzona w dniu 1 lipca 1952 roku w woj. warszawskim, w nowo powstałym powiecie nowodworskim, z części gminy Pomiechowo. W dniu powołania gmina składała się z 8 gromad.
Gmina została zniesiona 29 września 1954 roku wraz z reformą wprowadzającą gromady w miejsce gmin. W 1961 roku została włączona w granice Nowego Dworu Mazowieckiego.